# Agujaceratops
Agujaceratops ("rohatá tvář (ze souvrství) Aguja") byl rod ceratopsidního dinosaura, žijícího v období svrchní křídy (stupeň/věk kampán, asi před 77 miliony let) na území dnešního Texasu (USA).

## Historie objevu
Tento dinosaurus byl původně popsán v roce 1989 jako Chasmosaurus mariscalensis, v té době však nebyla známa žádná lebka dospělce. V roce 1991 byl objeven v Big Bend National Park další materiál a následná analýza vedla ke stanovení samostatného postavení a tedy i rodu. V roce 2006 byl proto tento dinosaurus přejmenován na A. mariscalensis.

## Rozměry
Agujaceratops dosahoval délky zhruba 4,3 metru a hmotnosti kolem 1500 kilogramů. Podle paleontologa Thomase R. Holtze, Jr. byl však podstatně větší a dosahoval délky až 7 metrů.

## Paleoekologie
Agujaceratops žil v prostředí velmi bohatém na rozmanitost života. V souvrství Aguja bylo například objeveno na 18 druhů šupinatých plazů, mnoho z nich patrně endemických. Žilo zde také množství dinosauřích taxonů.